# Caesalpinia culebrae
Caesalpinia culebrae là một loài thực vật có hoa trong họ Đậu. Loài này được (Britton & Wilson) Alain miêu tả khoa học đầu tiên.